# Etha Richter

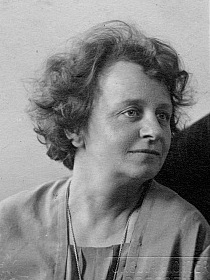
Etha Richter (etwa 1930). Fotografin: Ursula Richter

Etha Irmgard Christine Richter (* 4. Februar 1883 in Dresden; † 12. März 1977 ebenda) war eine deutsche Bildhauerin und Zeichnerin. Sie gilt als erste Tierbildhauerin Deutschlands.

## Leben

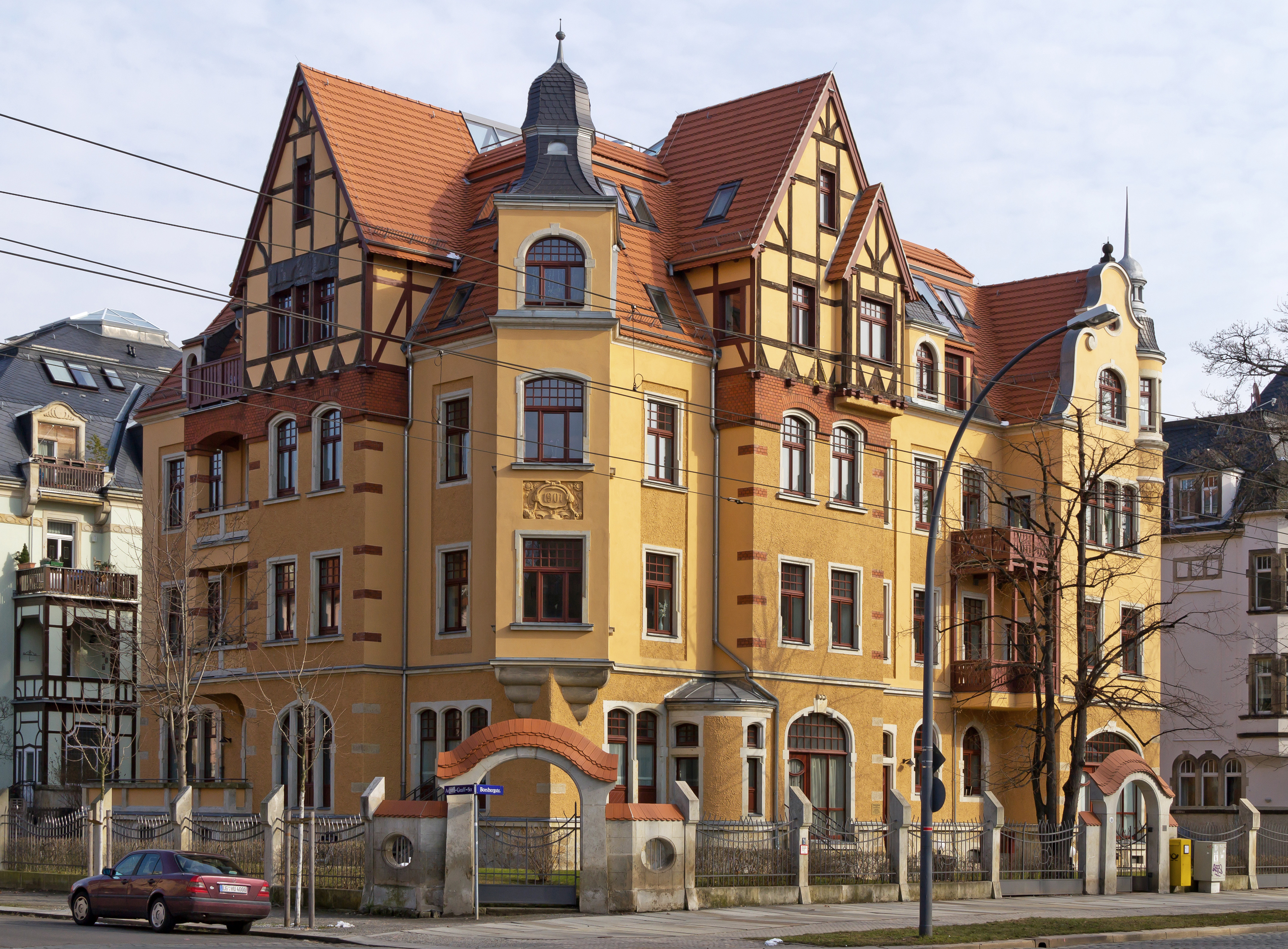
Mietvilla Borsbergstraße 11, das letzte Wohnhaus Etha Richters

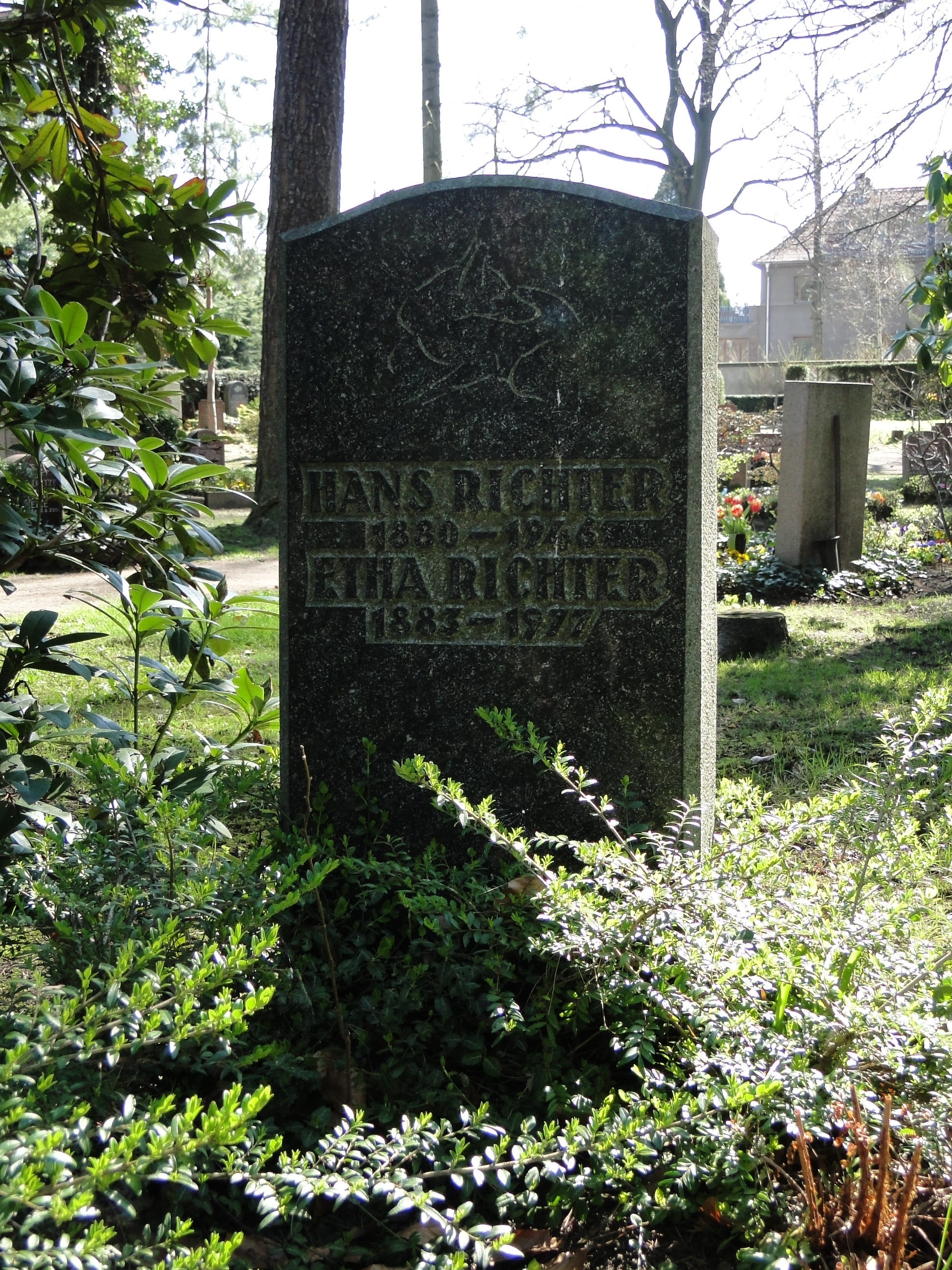
Grab von Etha Richter auf dem Urnenhain Tolkewitz

Richter kam als älteste von fünf Töchtern eines Pianisten in Dresden zur Welt, zu ihren Schwestern gehörte die Fotografin Ursula Richter. Sie besuchte in Radebeul und Dresden die Schule; schon früh begann sie zu zeichnen. Besonderes Interesse hatte sie dabei an Tieren, die sie unter anderem im Zoo Dresden studierte. Als Frau wurde sie nicht für ein Studium an der Dresdner Kunstakademie zugelassen. Stattdessen ging sie für drei Jahre auf die Tierärztliche Hochschule Dresden, wo sie die erste weibliche Hörerin war. Um 1900 nahm sie zudem als Gasthörerin an Vorlesungen Georg Treus an der TH Dresden teil, der über die Geschichte der Plastik referierte. Treu, der sie seit einiger Zeit förderte und zum Modellieren angeregt hatte, empfahl sie Robert Diez, der sie privat unterrichtete und später ihre Aufnahme in den Sächsischen Künstlerverband unterstützte. Erste Ankäufe ihrer Tierskulpturen durch den Staat datieren auf das Jahr 1903.
In den 1920er Jahren von ihr geschaffene Kleinplastiken ließ sie unter anderem in der renommierten Dresdner Erzgießerei Pirner & Franz, als deren Inhaber seinerzeit der Erzgießermeister Oswald Haberland (1877–1947) fungierte, herstellen. Allein in der 1925 erschienenen Publikation „Moderne Bronzen“ des Kunstkritikers Paul Schumann (1855–1927) werden zweiundzwanzig von ihr geschaffene Tierskulpturen bildlich vorgestellt, welche alle bei Pirner & Franz (Inhaber Oswald Haberland) hergestellt und vertrieben wurden.
Neben ihrer Arbeit als Tierbildhauerin gab Richter von 1920 bis 1929 Unterricht im Zeichnen an der Kunstschule Der Weg, die von Edmund Kesting geleitet wurde. Im Jahr 1927 heiratete sie Hans Richter (1880–1946), der als Veterinär und Tieranatom tätig war. Aufgrund wissenschaftlicher Posten ihres Mannes ging Richter mit ihm 1933 nach Dorpat und im folgenden Jahr nach Ankara, wo sie an der Landwirtschaftlichen Hochschule „Yüksek Ziraat Enstitüsü“ (YZE) das Zeichnen von Tieren lehrte. Das Ehepaar blieb bis 1940 in Ankara und kehrte anschließend nach Dresden zurück. Nach 1941 stellte Richter ihre Werke bei zahlreichen großen Ausstellungen aus, unter anderem in Berlin, Dresden und München – so etwa in den Jahren 1940 bis 1944 alljährlich auf der Großen Deutschen Kunstausstellung. Bei den Luftangriffen auf Dresden im Februar 1945 wurde ihr Atelier zerstört und Richter verlor dabei nahezu 500 ihrer Werke. Nach dem Krieg arbeitete sie von 1946 bis 1963 als Dozentin für Zeichnen und Plastik an der Volkshochschule Dresden und gab auch Privatunterricht. Zu ihren Schülern zählten Inge Thiess-Böttner, Eberhard Wolf und Rolf Winkler. Neben zahlreichen Tierskulpturen, unter anderem in Porzellan (u. a. für die Unterweißbacher Werkstätten für Porzellankunst), Bronze, Gips und Metall, entwarf Richter 1947 ein Portraitmedaillon von Käthe Kollwitz für den Käthe-Kollwitz-Gedenkstein in Moritzburg, das durch den Dresdner Bildhauer Rudolf Kreische ausgeführt wurde.
1954 hatte Etha Richter eine Einzelausstellung mit Tierplastiken und Zeichnungen in der Deutschen Bücherstube Berlin NW 7. Sie war u. a. 1946 auf der Kunstausstellung Sächsische Künstler und der Allgemeinen Deutschen Kunstausstellung, 1947 auf der „Ersten Ausstellung Dresdner Künstler“, 1953 auf der Dritten Deutschen Kunstausstellung und 1975 auf der DDR-Wanderausstellung „Kleinplastik und Grafik“ vertreten.
1968 wurde Etha Richter zum Ehrenmitglied des Verbandes Bildender Künstler der DDR ernannt. Sie lebte – seit 1946 verwitwet – zuletzt auf der Borsbergstraße 11 in Dresden. Sie wurde auf dem Urnenhain Tolkewitz neben ihrem Mann beigesetzt.
In Dresden-Striesen wurde 2015 eine Straße nach ihr benannt.

## Werke (Auswahl)
- Elefant (Bronze; 1941 auf der Großen Deutschen Kunstausstellung in München)[3]
- Antilopengruppe (Metall; 1943 auf der Großen Deutschen Kunstausstellung in München)[4]
- Entengruppe (Metall; 1940 auf der Großen Deutschen Kunstausstellung in München)[5]
- Elefant (Bronze; 1947 auf der Ersten Ausstellung Dresdner Künstler)[6]
- Junge Katze (Bronze; im Bestand des Lindenau-Museums Altenburg/Thüringen)[7]

- Kater (Gips, getönt, 1952)[7][8]